# Fang den Hut
Fang den Hut (in der Schweiz auch: Hütchenspiel, Englisch: Coppit oder Trap the Cap, Französisch: Chapeau...Chapeau! Italienisch: Caccia al Cappello) ist ein Brettspiel für zwei bis sechs, idealerweise vier Spieler, das weltweite Verbreitung erlangt hat. 

## Geschichte
Der Otto Maier Verlag, Ravensburg veröffentlichte das Spiel 1927 in dessen Elo-Reihe mit der Seriennummer 334, welches für den Preis von 1,50 Reichsmark in der einfachen Version erhältlich war. Entwickelt wurde es vom deutschen Auswanderer C. A. Nitsche-Neves. Grafiker des bis heute kaum veränderten Spielbretts war Fritz Ehlotzky, der sich bei seinem modernen Design vom Stil des Bauhauses inspirieren ließ. 
Die Produktion verlief die ersten Jahrzehnte überwiegend von Hand. So wurden die Hütchen aus Papier gefertigt, das um entsprechende Stäbe gewickelt wurde. Seit 1960 wurden Hütchen aus Plastik verwendet.

## Ablauf
Fang den Hut ist ein einfaches Würfel- und Laufspiel, das Elemente des traditionsreichen indischen Spiels Pachisi aufweist, sich jedoch auch in wesentlichen Punkten davon unterscheidet. So können sich die Spielfiguren frei bewegen, d. h. in jede beliebige Richtung auf dem kreuz- bzw. (für mehr als vier Spieler) sternförmigen Spielplan, der wie ein Rad mit vier (bzw. sechs) dicken Speichen aussieht. Die größeren Freiheiten der Spieler bei der Wahl ihrer Züge haben möglicherweise zur internationalen Beliebtheit des Spieles beigetragen.
Zu Beginn erhält jeder Spieler (je nach Anzahl der Spielteilnehmer) vier bzw. sechs Spielfiguren, die er auf seinem Ausgangsfeld, dem sogenannten „Versteck“ (manchmal auch „Haus“ oder „Nest“ genannt), aufstellt. Die Spielfiguren sind als hohlkegelförmige Hütchen gestaltet, die sich übereinanderstapeln lassen; früher waren sie aus Pappe gefertigt, heute sind sie aus Kunststoff hergestellt. Es wird reihum gewürfelt und jeweils ein Hut entsprechend der Augenzahl in einer beliebigen Richtung gezogen. Der Hut eines Spielers, der auf einem Feld zu stehen kommt, auf dem bereits ein „fremder“ Hut steht, nimmt diesen durch Überstülpen gefangen (im Unterschied zum Pachisi, bei dem die fremde Figur geschlagen und auf ihr Ausgangsfeld zurückgesetzt wird). Die gefangene Beute sollte dann möglichst rasch ins eigene Ausgangsfeld gebracht werden. Unterwegs kann der Hutstapel eines Spielers noch beliebig viele weitere Hüte gefangen nehmen, aber auch selbst Opfer einer Gefangennahme werden, so dass bisweilen recht hohe Stapel entstehen können. Im eigenen Versteck angelangt, werden gegebenenfalls im Hutstapel befindliche eigene Hüte wieder frei und können erneut am Spiel teilnehmen.
Sieger ist, wer am Ende noch eigene Spielfiguren übrig hat oder – in einer Variante – derjenige, der die meisten Hütchen einfing.

### Varianten

#### Offizielle Varianten
Der Hersteller Ravensburger gibt in seiner Spielanleitung einige Abwandlungen der Grundlegel an:
- Das „Parteienspiel“ ist eine teilweise kooperative Variante für eine gerade Zahl von Spielern, die sich jeweils paarweise zu Teams zusammenzuschließen.
- In einer Spezialform des Parteienspiels, dem „totalen Parteienspiel“, agiert ein Spielerpaar jeweils wie ein einziger Spieler, der zwei Farben vertritt, wobei sich die beiden Partner mit ihren Zügen abwechseln.
- Bei einer weiteren Spielform, dem „Turmrennen“, ist es nicht möglich, in sein Haus zurückzukehren. Sieger ist, wer am Ende als einziger noch nicht eingefangene Hüte übrig hat; gefangene Hüte zu befreien ist nicht möglich. Es bleibt am Ende eventuell nur ein hoher Turm aus allen Hüten übrig.

- Beim „Spiel um den goldenen Hut“, der als zusätzliche, zunächst passive Spielfigur von jedem Spieler gefangen und – nach Ablieferung im eigenen Versteck – zum Hütefangen benutzt werden kann, hat dessen jeweiliger Besitzer enorme Vorteile. Der goldene Hut genießt nämlich mehrere exklusive Sonderrechte. So kann er während des Zuges die Richtung ändern und so mehrere gegnerische Hüte auf einmal fangen oder auch gegnerische Figuren auf Sicherheitsfeldern (sogenannten „Ruhebänkchen“, wo das Hütefangen eigentlich nicht erlaubt, sondern friedliche Koexistenz der Hüte angesagt ist) einfangen. Allerdings kann auch der goldene Hut jederzeit von anderen Spielern auf die übliche Weise gefangen werden. Gewinner bei dieser Variante ist – je nach Vereinbarung – entweder der Spieler, der am Schluss den goldenen Hut besitzt oder der, der die meisten Gefangenen in Gewahrsam hat.
- In einer Neuausgabe von 2002 enthält das Spiel Zusatzkarten, die als eine Art Ereigniskarten den Spielverlauf beeinflussen.

#### Inoffizielle Varianten
Neben den vom Hersteller angegebenen Varianten gibt es noch weitere:
- In einer Abänderung der Spielregel werden eigene Hüte in einem Stapel durch das Gefangennehmen sofort wieder frei und landen umgehend im Haus.

- Eine Möglichkeit, das Spiel um den goldenen Hut schnell ablaufen zu lassen, ist die Regel, dass der Spieler, der den goldenen Hut in sein Versteck bringt, sofort gewonnen hat. Als Fangwerkzeug spielt der goldene Hut hierbei somit keine Rolle.

## Mögliche Vorläufer

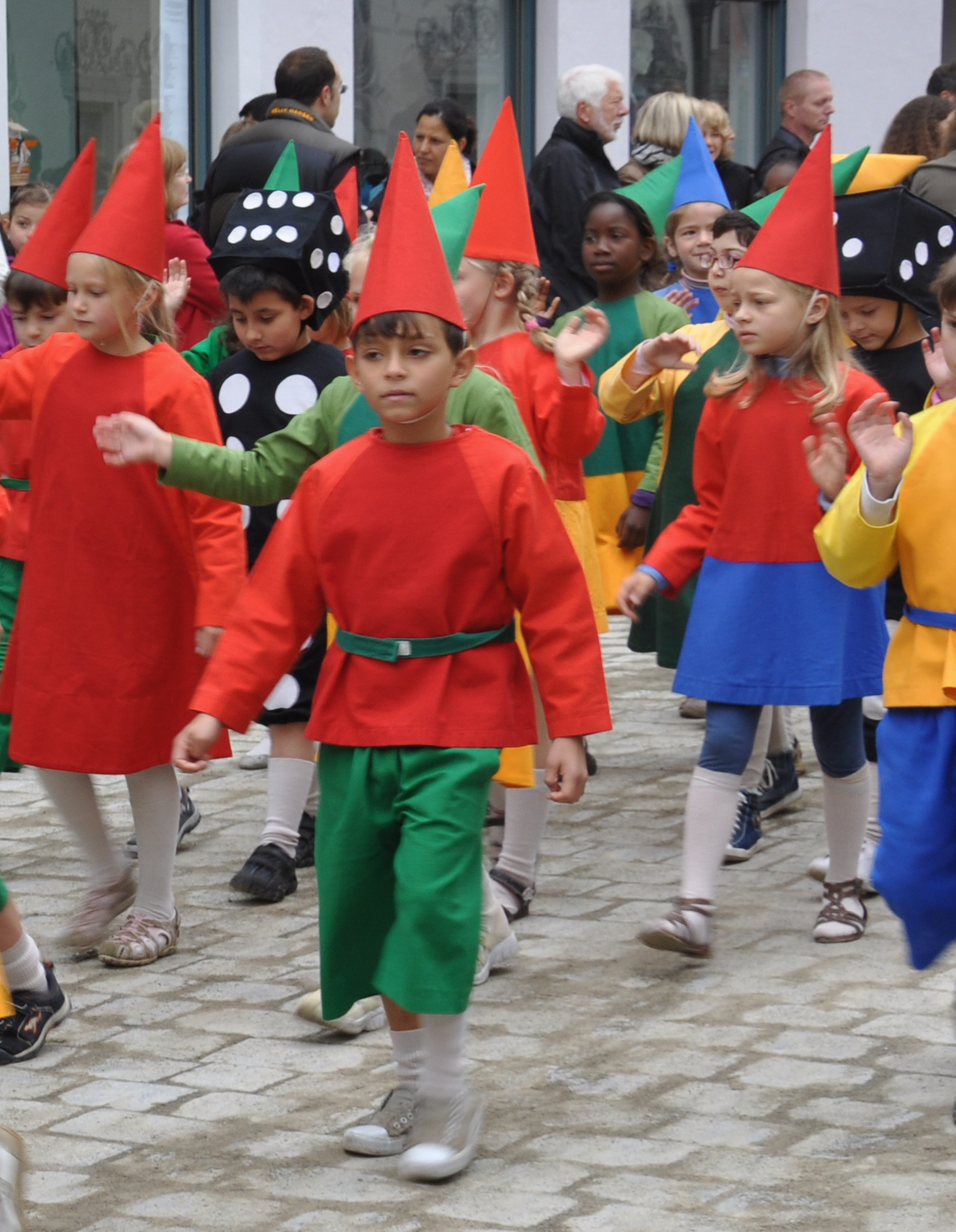
Eine Festzugs-Gruppe beim Rutenfest Ravensburg erinnert an den Welterfolg des Spiels „Fang den Hut“ (Foto: 2011).

Der deutsche Auswanderer C. A. N. Neves brachte das Spiel aus Südamerika mit. Es ist nicht bekannt, ob er damit eventuell einem indianischen Vorbild aus Zentralamerika folgte. Immerhin wies das auf Maya-Traditionen beruhende Indianerspiel Partolli ebenfalls eine kreuzumspannende Kreisbahn auf dem Spielbrett auf. Auffällig ist ferner eine gewisse Regelverwandtschaft mit dem traditionsreichen indischen Nationalspiel Pachisi, das in seiner einfachen Variante als Mensch-ärgere-dich-nicht seit 1914 sehr erfolgreich auf dem deutschen Markt war und Neves bekannt gewesen sein dürfte. Es liegt also nahe, dass Neves hiervon zumindest Inspirationen bekam. Von den beiden genannten Spielen unterscheidet sich Fang den Hut allerdings grundlegend durch zwei neue Ideen: Zum einen ziehen die Figuren nicht zielgerichtet auf ein bestimmtes Feld zu, und zum anderen werden die gegnerischen Figuren nicht geschlagen, sondern gefangen genommen.
Übrigens weist auch das koreanische Nationalspiel Nyout einen ähnlichen Spielplan und auffällige Regelverwandtschaften mit den vorgenannten Spielen auf.

## Sonstiges

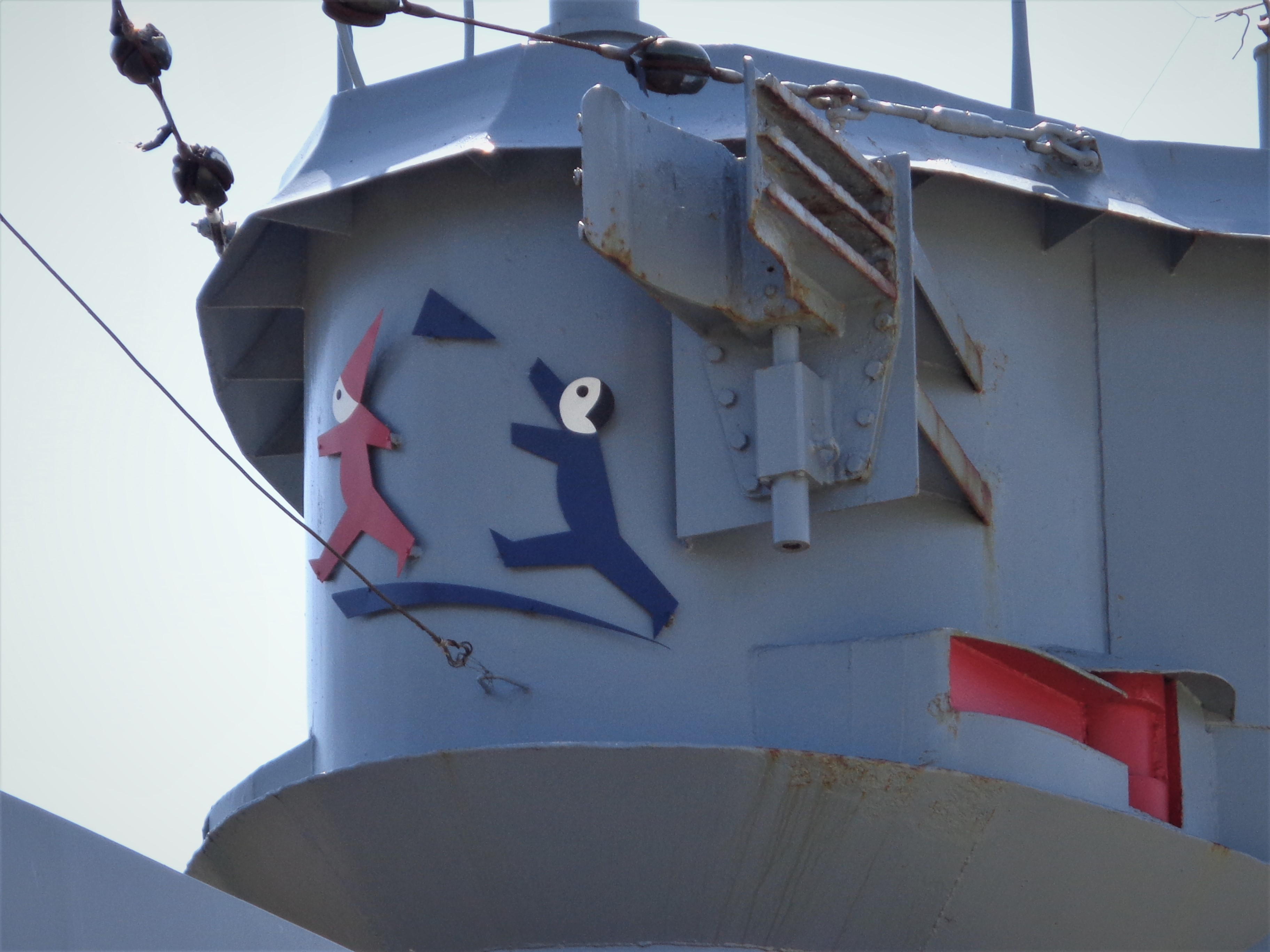
Maling am Turm von U 995: „Fang den Hut“, bunt

- Das deutsche U-Boot U 995, dessen Turm ursprünglich mit den olympischen Ringen bemalt war, bekam später als Turmsymbol zwei dem Spielcover entlehnte Figuren – eine ironische Anspielung auf die mörderisch gewordenen Jagdgesetze des U-Boot-Krieges.[4] In der Folge wurde die Turmbemalung zum inoffiziellen Synonym für das ganze Boot, welches nunmehr als U-Fang den Hut bekannt war.[5] Heute trägt U 995 das Maling auf bunt lackierten, dem Turm vorgesetzten Blechteilen.
- Der Film Ballermann 6 hat 1997 Fang den Hut wieder populär gemacht.
- Auf der letzten Seite der Spielanleitungen mehrerer Auflagen wurde bis in die 1980er ein mehrzeiliges Gedicht des Spiels abgedruckt.

## Belege
1. ↑   Spieleanleitung "Fang den Hut!", Versionsnummer 258.161, Otto Maier Ravensburger Verlag, 1980, S. 2.
2. 1 2  „Fang den Hut!.“ In: Erwin Glonnegger: Das Spiele-Buch. Brett- und Legespiele aus aller Welt - Herkunft, Regeln und Geschichte. Neuauflage Drei Magier Verlag, Uehlfeld 1999; S. 23–24. ISBN 3-9806792-0-9.
3. 1 2  Fang den Hut. In: Brandora. Abgerufen am 21. April 2022.
4. ↑  U-Boot - Die Symbole der Deutschen WK-II U-Boote. Abgerufen am 21. April 2022.
5. ↑  U 995. In: 2T-News. 6. Januar 2020, abgerufen am 21. April 2022 (deutsch).